# Jalisco

Flagge des Bundesstaates Jalisco

Jalisco [xaˈlisko], offiziell Freier und Souveräner Staat Jalisco (spanisch Estado Libre y Soberano de Jalisco), ist ein mexikanischer Bundesstaat, am Pazifik im Westen des Landes gelegen. Er umfasst eine Fläche von 80.386 km² und hat über 8 Millionen Einwohner. Die Hauptstadt ist Guadalajara.
Die größte Touristenattraktion ist das Seebad Puerto Vallarta. Auch die berühmte Stadt Tequila befindet sich in diesem Staat.

## Geographie
Der Bundesstaat erstreckt sich von der Pazifikküste über die Vulkangebirge im Süden mit dem Colima und das Tal des Río Grande de Santiago mit der Hauptstadt Guadalajara bis in den Gebirgszug der Sierra Madre Occidental.
Er grenzt im Nordwesten an Nayarit, im Norden an Zacatecas und Aguascalientes, im Osten an Guanajuato und Michoacán sowie im Süden an Colima.
Zentral in Jalisco befindet sich der Lago de Chapala, der größte See Mexikos.

## Bevölkerungsentwicklung
| Jahr | Einwohnerzahl |
| ---- | ------------- |
| 1950 | 1.746.777     |
| 1960 | 2.443.261     |
| 1970 | 3.296.586     |
| 1980 | 4.371.998     |
| 1990 | 5.302.689     |
| 1995 | 5.991.176     |
| 2000 | 6.322.002     |
| 2005 | 6.752.113     |
| 2010 | 7.350.682     |
| 2015 | 7.844.830     |
| 2020 | 8.348.151     |

## Geschichte
In präkolumbianischer Zeit war Jalisco ein Königreich der Chimalhuacán-Konföderation, das mit den Azteken freundliche Beziehungen unterhielt. 1539 wurde die Gegend von den Spaniern unterworfen, sie war als Nueva Galicia eine Provinz Neuspaniens.
Im Dezember 1529 startete der Konquistador Nuño Beltrán de Guzmán seinen Eroberungsfeldzug gegen die Völker im westlichen Neuspanien. Dabei unterwarf er Jalisco, Zacatecas, Nayarit und Sinaloa. Die rücksichtslose Suche nach Gold und die schlechte Behandlung der einheimischen Indios löste im Frühjahr des Jahres 1540 den Mixtón-Krieg aus. Dieser entwickelte sich zu einem Aufstand gegen die spanische Kolonialmacht und verbreitete sich auch in anderen Regionen Mexikos. Jalisco war in der spanischen Kolononialzeit Teil des Vizekönigreichs Neuspanien. Der Bundesstaat Jalisco entstand gegen Ende des Mexikanischen Unabhängigkeitskriegs am 23. Dezember 1823. Zu ihm gehörten zu dieser Zeit auch noch die Provinzen Colima, Aguascalientes und Nayarit.
Ab 1863 machte der französische Bataillonskommandant Alfred Berthelin (1825–1866), Abgänger der Militärschule Saint-Cyr und Krim- und Algerien-Veteran, während der französischen Intervention in Mexiko in Jalisco Jagd auf Guerilla-Kämpfer, die Benito Juárez und dessen liberale Armee im Kampf gegen die Invasoren unterstützten. Berthelin hatte den Guerilla-Kommandanten Antonio Rojas getötet und sich dessen Hund angeeignet. Im Dezember 1866 geriet Berthelin bei Colima in einen Hinterhalt, dabei wurde seine Einheit zerschlagen und Berthelin wurde an der Seite seines Hundes erhängt.
Am 3. Juni 1932 ereignete sich ein starkes Erdbeben in Jalisco, bei dem etwa 400 Menschen umkamen.

## Politik

### Gouverneur
Die Regierung des Bundesstaates wird von einem direkt vom Volk gewählten Gouverneur (span.: Gobernador) geleitet. Aktuell ist dies Enrique Alfaro Ramírez von der Partei MCv (Amtszeit 2018–2024).
Die Zentralregierung wirkt stark in die Bundesstaaten hinein. Dies liegt in den vielfältigen Abhängigkeiten der Staaten von der Bundesregierung begründet, da diese den Staaten und Gemeinden einen Teil der Steuereinnahmen zuweist. Daneben haben die Ministerien Vertretungen (Delegaciones) in den Bundesstaaten, Regierungsbezirken und Gemeinden. Über diese werden Bundesmittel insbesondere für Sozialfürsorge und Entwicklungsprogramme vergeben.

### Städte und Gemeindebezirke
Die Hauptstadt ist Guadalajara. Jalisco ist in zwölf Regionen gegliedert, die in 125 Municipios unterteilt sind.

## Wirtschaft
Jalisco ist heute einer der wohlhabendsten Staaten Mexikos. Er ist reich an Bodenschätzen, darunter Silber, Gold und Kupfer, verfügt über eine vielseitige Industrie und ist das Land des Tequila, das in der Umgebung der gleichnamigen Stadt aus der blauen Agave destilliert wird.
Guadalajara, die Hauptstadt von Jalisco, wird auch das „Silicon Valley Mexikos“ genannt, ein Titel, den sie gelegentlich mit Monterrey im Nordosten Mexikos teilen muss. Hier arbeiten über 25.000 Ingenieure, und seit 2014 flossen mehr als 120 Millionen US-Dollar Investitionen in Start-Up-Unternehmen.

## Kriminalität
Das mächtigste Drogenkartell des Landes, CJNG, hat in Jalisco, wo es auch seinen Sitz hat, die Politik, Justiz und Exekutive unterwandert bzw. Bürgermeister, Staatsanwälte und Polizisten korrumpiert. Stand 2025 ist Jalisco der Bundesstaat mit den meisten vermissten Personen; insgesamt verschwanden hier mehr als 15.000 Personen im Zuge des Drogenkriegs in Mexiko. Nicht wenige werden von den Drogenkartellen entführt und unter Androhung von Erschießung bei Verweigerung zwangsrekrutiert.

## Persönlichkeiten
- Primo Villa Michel (1893–1970), Jurist und Diplomat
- Armando Suárez (1910–unbekannt), Fußballspieler und -funktionär
- Juan Rulfo (1917–1986), Schriftsteller
- Carlos Santana (* 1947), Musiker und Gitarrist
- María José Cristerna (* 1976), Anwältin, Freakkünstlerin und professionelle Tätowiererin

## Varia
In Jalisco befindet sich mit dem Río Teuchitlán die einzige Fundstelle des Hochlandkärpflings (auch: Tequila-Kärpfling) Zoogoneticus tequila.
Dieser gilt dort allerdings mittlerweile als ausgestorben; er wird noch in Aquarien gepflegt und vermehrt.
Aus Jalisco stammt auch das Nationalgetränk Tequila. In der Stadt mit selben Namen befindet sich auch das Museo Nacional del Tequila (Nationalmuseum des Tequilas).